# Burg Villandraut

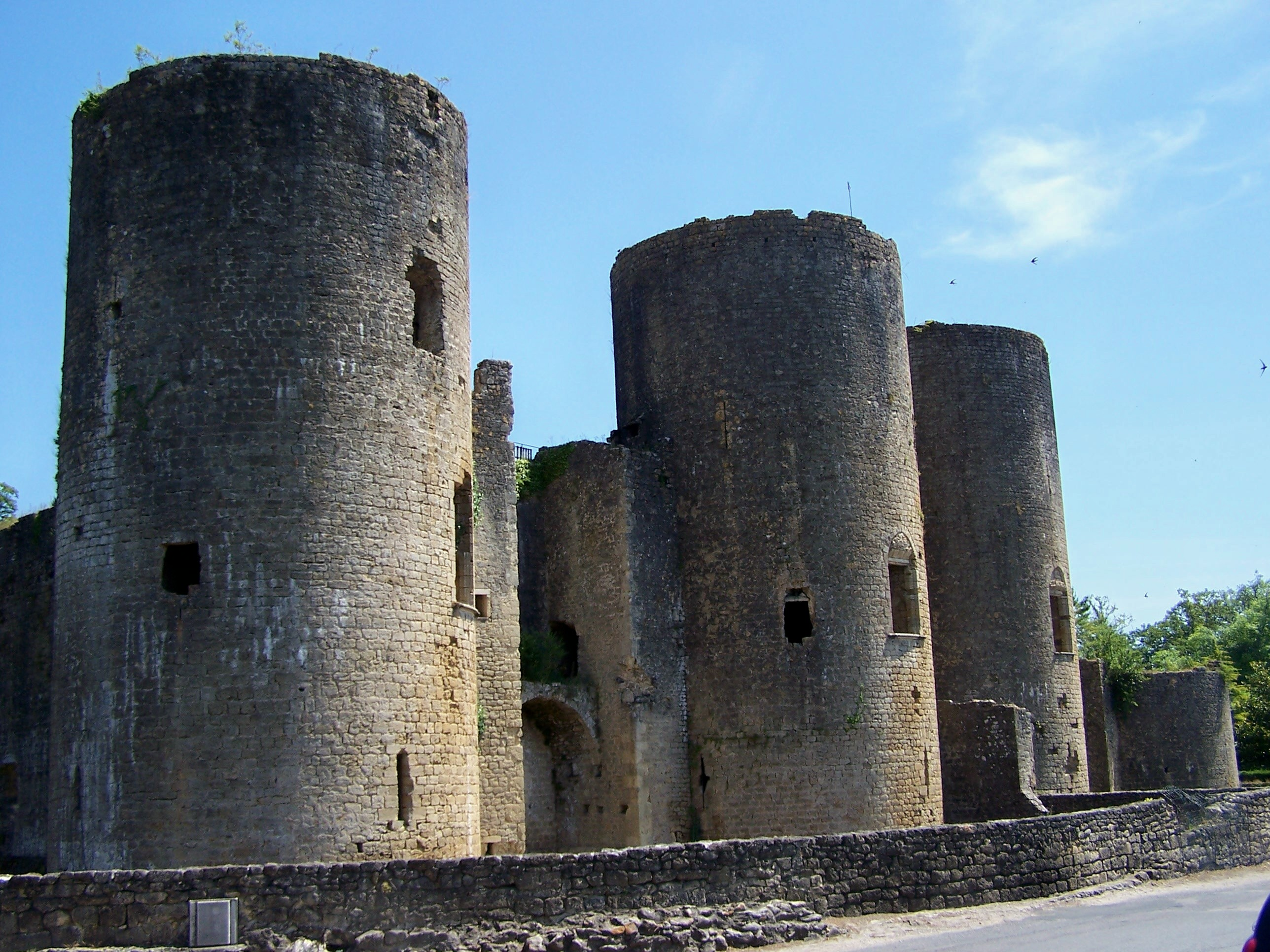
Südseite der Burg mit den beiden Türmen am Zugang

Die Burg Villandraut befindet sich in der gleichnamigen Gemeinde im französischen Département Gironde, etwa 50 Kilometer südöstlich von Bordeaux. Sie wurde am 12. Juli 1886 als historisches Monument klassifiziert.

## Geschichte
Die Burg wurde im Südwesten Frankreichs von Bertrand de Goth ab 1305 anstelle eines der Familie Goth gehörenden Vorgängerbaus errichtet, dem Jahr, in dem er als Clemens V. zum Papst gewählt wurde. Er wurde wahrscheinlich in Villandraut geboren und behielt sein Leben lang eine besondere Zuneigung zu seiner Heimatregion. Die prunkvolle Palastburg sollte ihm während seiner Aufenthalte in Guyenne als Residenz dienen. Der Bau dauerte wahrscheinlich bis 1312, aber Teile davon waren bereits 1307/08 fertiggestellt, als sich Clemens V. dort aufhielt.

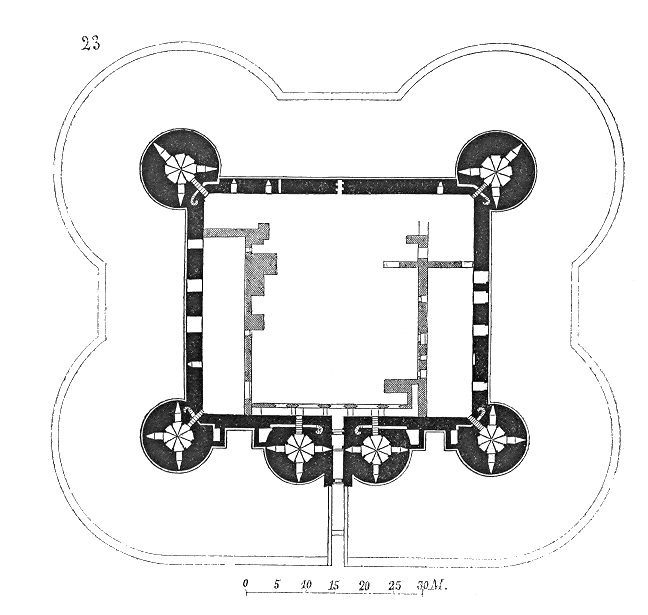
Grundriss der Burg nach Eugène Viollet-le-Duc (1856)

1310 vermachte Clemens V. die Burg seinem Neffen Bertrand de Goth, Vicomte de Lomagne, dem er darüber hinaus 800.000 Florin schenkte, um einen Kreuzzug zu machen – seinem Nachfolger hingegen hinterließ er nur 70.000 Florin. Die Tochter Bertrands, Reine de Goth, heiratete 1324 Jean I., Comte d’Armagnac, der 1327 von ihr die Burg erbte, obwohl die Ehe kinderlos geblieben war. 
Im 15. Jahrhundert war Villandraut um Besitz von Gaillard IV. de Durfort, der als Verbündeter des englischen Königs ins Exil gehen musste und enteignet wurde, seinen Besitz aber 1476 zurückbekam.
Die Hugenottenkriege brachten die Zerstörung der Burg. Sie wurde zweimal von Protestanten geplündert, 1572 und 1577, und 1592 von Truppen der Liga besetzt; um sie zur Kapitulation zu bewegen, griff die königliche Armee unter Marschall Matignon  die Burg an und ließ das Gebäude mit fast 1260 Kanonen beschießen und brachte den Südostturm zum Einsturz. Das Parlement de Bordeaux ordnete nun die vollständige Zerstörung der Burg an, doch König Heinrich IV. widersetzte sich dieser Entscheidung.
1613 wurde Villandraut an die Familie Lalanne (oder Lalande) verkauft, die in den nächsten 25 Jahren zahlreiche Umbauten vornehmen ließ, obwohl 1621 das Parlement de Bordeaux erneut den Abriss beim Gouverneur von Guyenne beantragte. 
1739 kaufte der Marquis de Pons die Burg, die er aber nicht mehr instand setzte, so dass sie nach und nach verfiel. Während der Revolution wurde die Burg ausgeschlachtet: die Böden, Dächer und Holzverkleidungen wurden verkauft, die Steine für die Instandsetzung von Straßen verwendet. 1865 wohnten Mieter in den Türmen. 
Am 12. Juli 1886 wurde die Burgruine als historisches Denkmal eingestuft.

## Beschreibung
Die Burg Villandraut, ein Festungspalast als Symbol für die Macht der Familie Goth, stellt sich trotz der Veränderungen, die sie erfahren hat, und ihres derzeitigen ruinösen Zustands als ein vollständiges und homogenes Werk dar, das von 1305 bis 1314 errichtet wurde. Das Gebäude erfüllte drei Hauptfunktionen, die für mittelalterliche Burgen typisch sind: Verteidigung, Wohnraum und Spiegelbild der Macht einer Familie.
Die Verteidigungsfunktion lag in den großen Wassergräben, die die Burg umgaben, den massiven Türmen mit Schießscharten, die die Mauer eingelassen waren, und dem Eingangstor, das die Zugbrücke einrahmte.
Die drei Flügel des Wohnhauses, die im Winkel zueinander stehen, bilden einen U-förmigen Palast und ermöglichten eine gute Verteilung der Wohnbereiche. Das Erdgeschoss war ein Nutzgeschoss, in dem sich die Ställe, die Gemeinschaftsräume, die Küche und die Wachstube befanden. Das Obergeschoss, der vornehme Teil des Gebäudes, der über große Stufen zugänglich war, umfasste zwei private Wohnräume, eine Kapelle, Vorzimmer und einen 240 Quadratmeter großen Saal, der über eine Außentreppe zugänglich war und für den Empfang von Gästen und für die die Rechtsprechung genutzt wurde. Die Trennung zwischen Privat- und Gemeinschaftsbereich wurde durch Vorzimmer gewährleistet. Die Burg war wahrscheinlich recht komfortabel, da sie über 19 Latrinen und 21 Kamine verfügte. Von der Ausstattung der Burg sind nur noch einige gemusterte Terrakottafliesen, geschnitzte Gewölbeschlüssel und Wandmalereien erhalten.

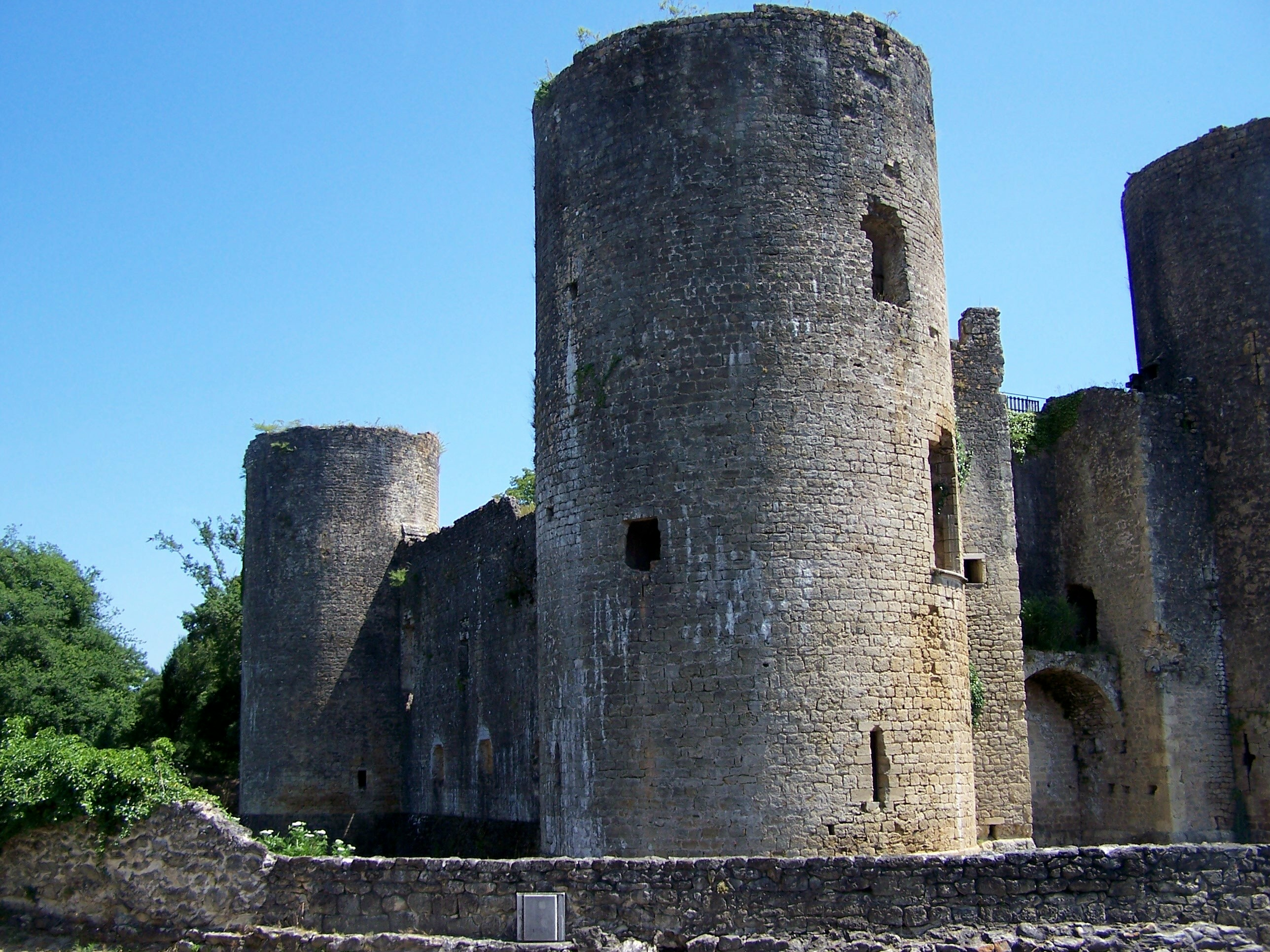
Westmauer und Südwestturm
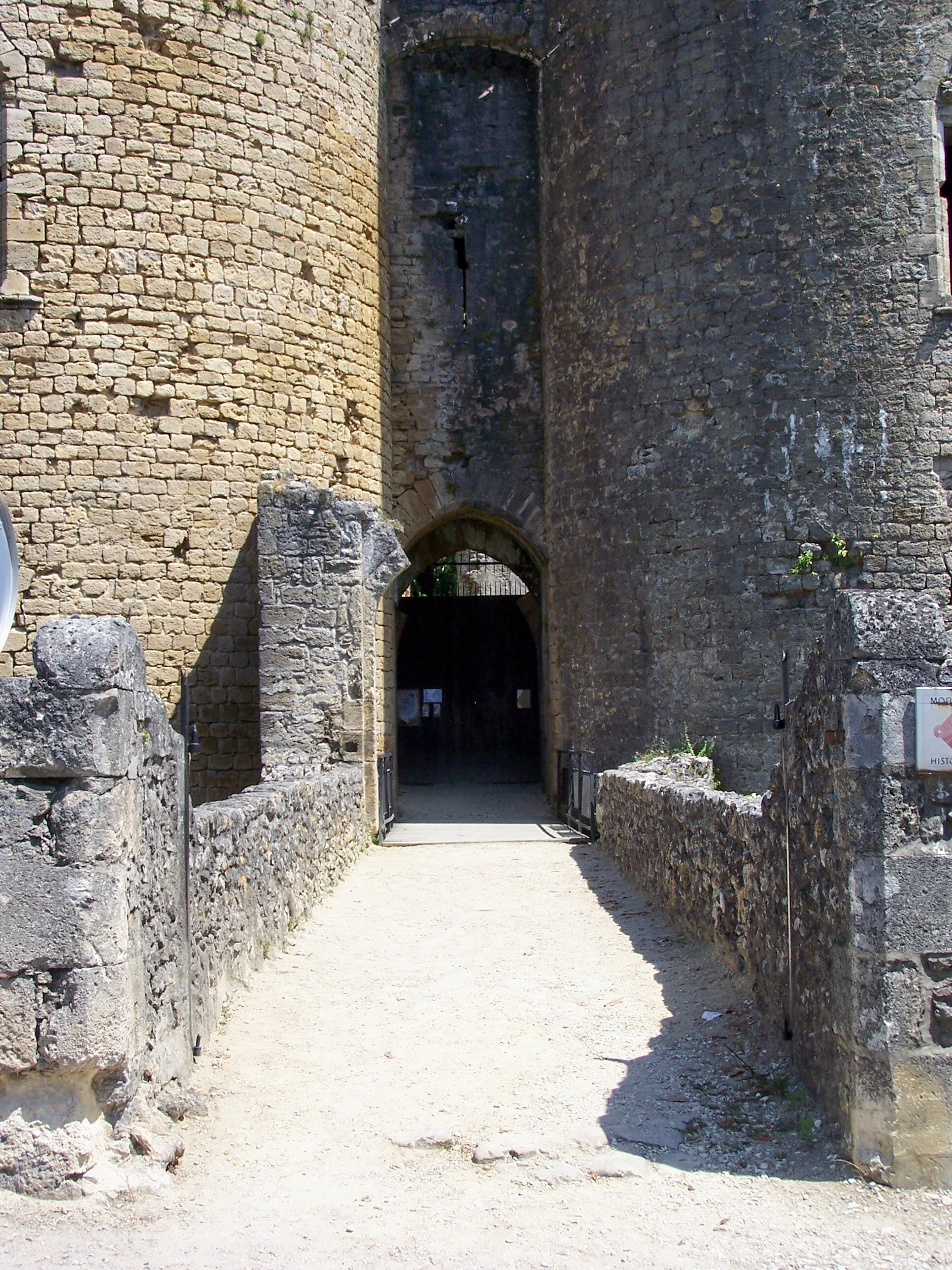
Brücke und Zugang
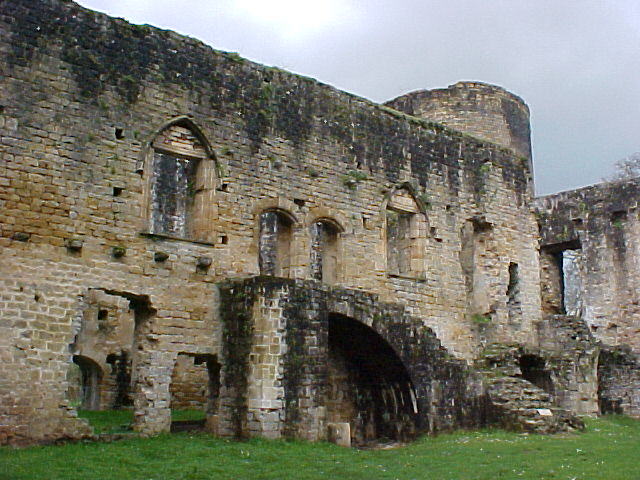
Der Corps de Logis
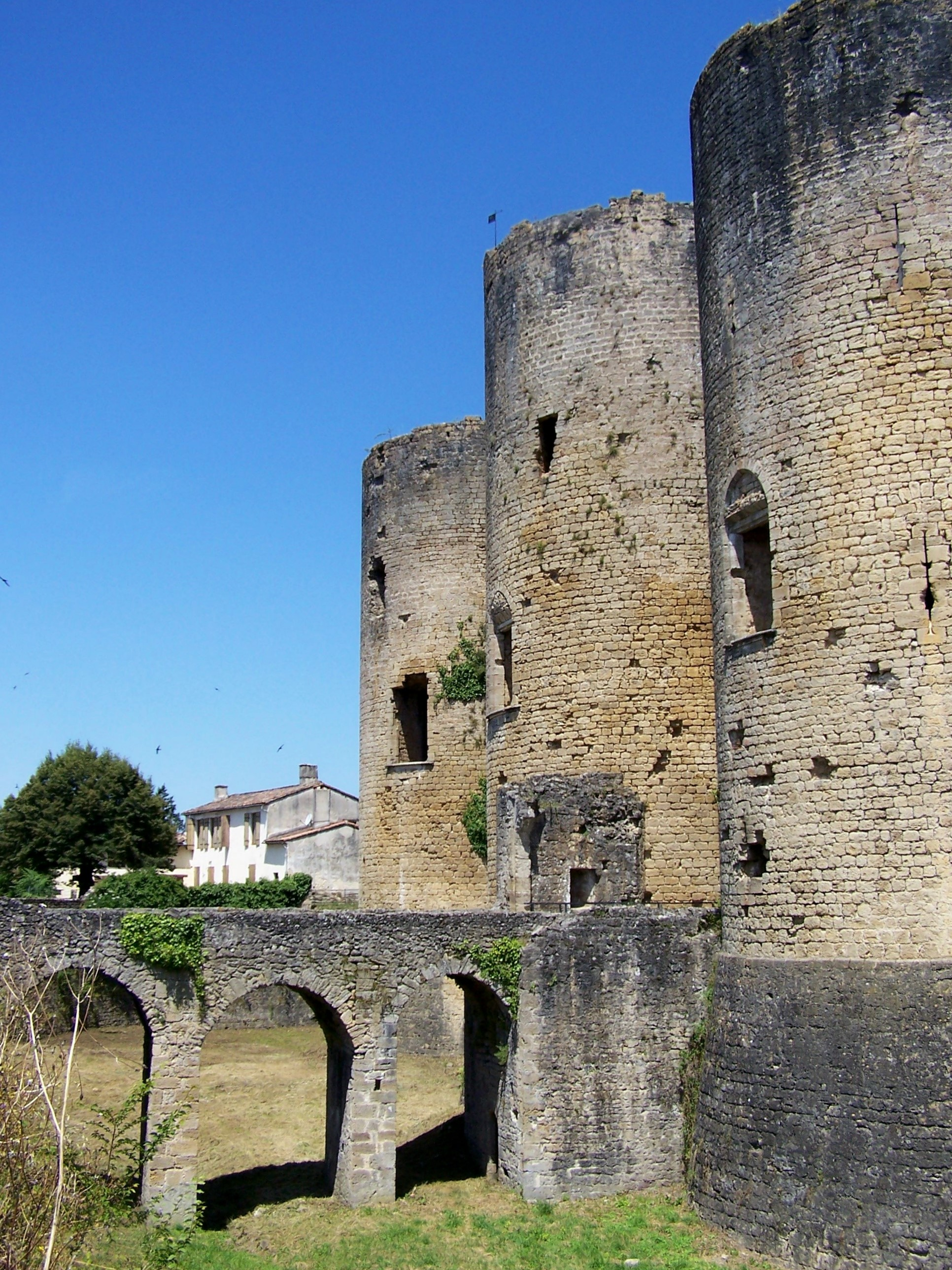
Südfassade und Burggraben